# آدرنالین
آدرِنالین (به انگلیسی: Adrenaline)، با نام دیگر اپی‌نفرین (به انگلیسی: epinephrine)، هورمونی است که در غده‌های فوق‌کلیوی ساخته می‌شود و وقتی بدن در موقعیت‌های هیجان‌انگیز یا خطرناک قرار می‌گیرد، مقدار زیادی از آن وارد خون می‌شود. این هورمون باعث می‌شود ضربان قلب سریع‌تر شود، نفس‌ها عمیق‌تر و تندتر شوند و قند بیشتری وارد خون شود تا بدن انرژی فوری داشته باشد. به همین دلیل به آن «هورمون جنگ و گریز» هم می‌گویند، چون بدن را آماده می‌کند یا برای دفاع بجنگد یا برای نجات فرار کند. آدرنالین همان چیزی است که وقتی می‌ترسیم، ناگهان هیجان‌زده می‌شویم یا در شرایط استرس شدید قرار می‌گیریم، باعث تپش قلب و عرق کردن می‌شود. در پزشکی هم از آدرنالین (که به آن اپی‌نفرین هم گفته می‌شود) برای درمان موارد اورژانسی مثل آنافیلاکسی (بیش‌دفاعی بدن) استفاده می‌کنند تا راه تنفسی باز شود و فشار خون بالا برود.
آدرنالین یک هورمون و انتقال دهنده عصبی از دسته کاتکول‌آمین‌های درون‌ساز است. این ماده باعث افزایش ضربان قلب، انقباض عروق و انبساط راه‌های هوایی شده و در بروز واکنش جنگ و گریز سیستم عصبی سمپاتیک مؤثر است. این هورمون معمولاً در مواقعی که فرد هیجان بالا را تجربه می‌کند در بدن ترشح می‌شود.
آدرنالین توسط یک فیزیولوژیست لهستانی و از پیشگامان غدد درون ریز و متابولیسم، ناپلئون تسیبولسکی در سال ۱۸۹۵ کشف شد.
طبقه دارویی: آدرنرژیک
طبقه درمانی: برونکودیلاتور (گشادکننده برونش)، وازوپرسور، محرک قلب
موارد مصرف: 
۱) برگشت ریتم قلب در احیای قلبی ریوی (VF / آسیستول / VT بدون نبض / VF)
۲)درمان برونکواسپاسم
۳) واکنش حساسیت مفرط
۴) شوک آنافیلاکسی
۵) طولانی کردن اثر بی حس کننده های موضعی
۶) گلوکوم باز
اشکال دارویی: آمپول ۱ میلی‌گرم در ۱ سی‌سی / آمپول ۱ میلی‌گرم در ۱۰ سی‌سی/ قطره چشمی ۱٪ / قلم خودکار اپی نفرین (با نام تجاری Epi pen)

## اشکال دارویی
۱- آمپول تزریقی 1:1000 1mg/1cc به شکل آمپول‌های 1cc جهت تزریق عضلانی در آنافیلاکسی.
۲- آمپول تزریقی 1:10000 0.1mg/1cc به شکل آمپول‌های 10cc جهت تزریق وریدی مثلاً در مراحل احیا قلبی ریوی.
۳- محلول استنشاقی اپی‌نفرین راسمیک (با نسبت ۱:۱ از دو ایزومر L و D) جهت درمان کروپ (خروسک)

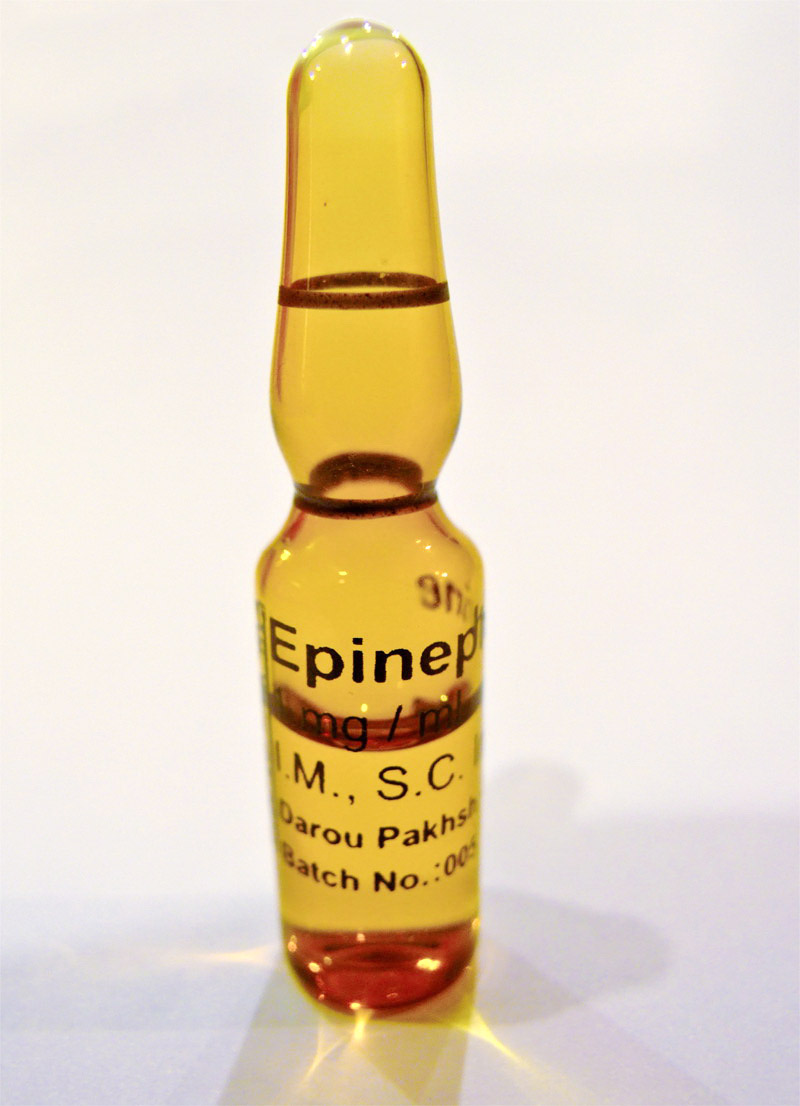
آمپول ۱ میلی‌گرمی اپی‌نفرین

۴- اسپری استنشاقی

## اثرات اپی‌نفرین بر بدن

### مکانیسم اثر
با اثر بر گیرنده‌های آلفا و بتا آدرنرژیک عمل می‌کند و اثرات سیستم اعصاب سمپاتیک را تقویت می‌کند.
هنگامی که وارد جریان خون شد، آدرنالین:
- به گیرنده‌های سلولهای کبدی متصل می‌شود تا مولکولهای بزرگتر قند، به نام گلیکوژن را به یک قند کوچکتر و قابل استفاده تر به نام گلوکز تجزیه کند. این باعث افزایش انرژی عضلات شما می‌شود.
- به گیرنده‌های سلول‌های ماهیچه ای در ریه‌ها متصل می‌شود و باعث می‌شود سریعتر نفس بکشید.
- سلولهای قلب را برای ضربان سریعتر تحریک می‌کند.
- رگهای خونی را منقبض کرده و خون را به سمت گروه‌های اصلی عضلانی هدایت می‌کندوسرعت گردش خون را 15 برابر زمانی که فعالیت ورزشی می کنید افزایش می دهد
- سلول‌های ماهیچه ای را در زیر سطح پوست منقبض می‌کند تا عرق را تحریک کند.
- برای جلوگیری از تولید انسولین به گیرنده‌های لوزالمعده متصل می‌شود.

### موارد مصرف
- شوک آنافیلاکسی
- واکنش‌های آلرژیک
- برونکو اسپاسم برگشت‌پذیر ناشی از آسم
- آمفیزم و برونشیت مزمن
- احیاء قلبی ریوی پیشرفته خاص

## موارد منع مصرف
عدم وجود منع مصرف، حتی بیماری‌های قلبی.
اصلاحیه:
یکی از عوارض داروهای ضد جنون به خصوص نسل جدید (که قدرت کمی دارند نسبت به نسل اول، ولی عوارض غیر عصبی بالایی دارند)، افت فشار خون می‌باشد که شایع‌ترین عارضه می‌باشد (به دلیل بلاک شدن گیرنده‌های آلفا آدرنرژیک)، در موارد شدید افت فشار داروی اپی نفرین منع مصرف دارد. و بهتر است که از داروی نور اپی نفرین استفاده شود.

## موارد احتیاط
مصرف داروی بتابلوکر مانند پروپرانولول، آتنولول، متوپرولول، کارودیلول و … و فشارخون بالا

### فشار خون
اپی نفرین یکی از قوی‌ترین داروهای وازوپرسور شناخته شده‌است. اگر یک دوز داروئی از مسیر داخل وریدی تزریق شود اثر مشخص آن افزایش فشار خون است که به سرعت به اوج خود که با دوز تزریق شده متناسب است، می‌رسد. این افزایش فشار بیشتر سیستولیک است، لذا فشار نبض را هم افزایش می‌دهد. در برگشت فشارخون ممکن است به زیر میزان اولیه برگشته و سپس عادی شود.
افزایش فشار خون به علت اپی نفرین سه جزء دارد:
1. تحریک مستقیم میوکارد که قدرت انقباض بطن را افزایش می‌دهد (اینوتروپیک مثبت)
2. افزایش تعداد ضربان قلب (کرونوتروپیک مثبت)
3. انقباض عروق، به خصوص در مویرگ‌های پوست و حتی در بسیاری از وریدها.

در نتیجه این واکنش‌ها ضربان نبض در ابتدا شتاب گرفته ولی با بالا رفتن فشار خون، با عمل تخلیه جبرانی واگ ضربان کاهش می‌یابد. دوزهای اندک از اپی نفرین (۰٫۱ میلی‌گرم / کیلوگرم) ممکن است فشار خون را کاهش دهند. این اثر کاهنده از دوزهای اندک به علت حساسیت بیشتر گیرنده‌های بتا-۲وازودیلاتور به اپی‌نفرین نسبت به گیرنده‌های آلفای وازوکانستریکتور است.

### اثرات بر قلب
اپی نفرین یک محرک قوی قلبی است. گیرنده‌های بتا-۱، بتا-۲، بتا-۳ و آلفا در قلب وجود دارند. اثر اپی‌نفرین، تأثیر مستقیم روی گیرنده‌های بتا-۱ میوکارد و سلول‌های ضربان‌ساز است. اثر ایجاد شده افزایش ضربان، کوتاه شدن و قدرتمندتر شدن سیستول و افزایش برون‌ده قلب است. در برابر افزایش کار قلب طبعاً مصرف اکسیژن نیز توسط قلب بالا می‌رود.

### اثر روی ماهیچه‌های صاف
بسته به نوع گیرنده‌های موجود در اندام‌های مختلف بدن اثرات انقباضی یا انبساطی ایجاد می‌شود مثلاً با تحریک گیرنده‌های بتا-۲ و انقباض عضلات شعاعی عنبیه، گشادی مردمک روی می‌دهد.

### اثرات تنفسی
اپی نفرین از برونکودیلاتورهای قوی است. همچنین می‌تواند اثرات برونکوکانستریکتور ناشی از بیماری‌ها (مانند آسم) یا داروها را با تحریک گیرنده‌های بتا-۲ و انبساط عضلات مجاری تنفسی به خوبی رفع کند.

### دستگاه عصبی مرکزی
به علت عدم ورود اپی‌نفرین به دستگاه عصبی مرکزی اثرات عصبی قابل توجهی ندارد ولی علایم عصبی همچون سردرد، احساس ناآرامی، لرزش را ایجاد می‌کند که بیشتر ناشی از اثرات سوماتیک اپی‌نفرین بر قلب و گردش خون و عضلات است تا اثر بر اعصاب.

### اثرات متابولیک
اپی‌نفرین باعث افزایش قند و لاکتات خون می‌شود. اپی‌نفرین باعث مهار انسولین و تحریک گلوکاگون می‌شود. همچنین اپی‌نفرین باعث افزایش آزاد شدن اسیدهای چرب آزاد از آدیپوسیت‌ها و تجزیه تری گلیسریدها می‌شود.

### اثرات جانبی
احتمال بالا رفتن فشار خون، بی‌قراری، اضطراب، تپش قلب، سکته قلبی، دیس ریتمی

## عوارض و سمیت
اپی‌نفرین می‌تواند عوارضی همچون سردرد، ناآرامی، ترمور، تپش قلب ایجاد کند. این عوارض با استراحت و دراز کشیدن بهبود می‌یابند.
عوارض جدی‌تر شامل خون‌ریزی مغزی به علت افزایش سریع فشار خون و آریتمی‌های قلبی است. درد قلب ممکن است در بیماران با مشکلات عروق کرونری ایجاد شود. مصرف آن در افرادی که داروهای بلاک‌کننده گیرنده بتای غیر انتخابی مصرف می‌کنند، منع شده‌است چرا که روی گیرنده‌های آلفا به تنهایی منجر به خونریزی مغزی می‌تواند شود.

## مصرف بالینی

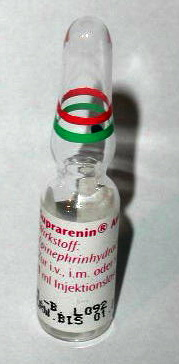
آمپول آدرنالین

مصرف این دارو با توجه به رسپتورهای آن در قلب و عروق و مجاری هوایی است. سابقاً شایع‌ترین مصرف آن در بیماران دچار برونکواسپاسم بود اما امروزه با وجود آگونیست‌های انتخابی بتا-۲ دیگر کمتر از اپی‌نفرین استفاده می‌شود. کاربرد مهم اپی‌نفرین در واکنش‌های آنافیلاکسی است که اثر سریعش در درمان این موقعیت‌ها مؤثر است. همچنین از اپی‌نفرین به علت اثر منقبض‌کننده عروقی در بی‌حس‌کننده‌های موضعی برای افزایش اثر بی‌حسی استفاده می‌شود. اثرات قلبی اپی‌نفرین در بازگرداندن ریتم قلب در افراد دچار ایست قلبی به کار می‌آید. از اپی‌نفرین همچنین در بند آوردن خونریزی‌های مخاطی استفاده می‌شود (اولسر پپتیک در آندوسکوپی یا زخم‌های دهان)

## توجهات پزشکی و پرستاری
1. -در هنگام استفاده از اپی نفرین به صورت انفوزیون در صورت بروز درد قفسه سینه یا آریتمی، سرعت انفوزیون کاهش داده شده یا قطع می‌شود و پس از بهبودی درد سینه یا برطرف شدن آریتمی، مجدداً با سرعت کمتری انفوزیون شروع می‌شود.
2. هنگام تزریق وریدی، وضعیت فشارخون، سرعت ضربان قلب و نوار قلب بیمار را تحت نظر داشته باشید.
3. در صورتی که محلول آماده شده اپی نفرین تغییر رنگ یا رسوب بدهد یا در صورتی که ۲۴ ساعت از زمان آماده کردن آن گذشته باشد، آن را دور بریزید.
4. اپی نفرین را با محلول‌های قلیایی (مانند بی کربنات) مخلوط نکنید. می‌توانید برای رقیق کردن از محلول‌های نرمال سالین، دکستروز %۵، رینگر لاکتات، قندی-نمکی یا آب مقطر استفاده کنید
5. اپی نفرین به سرعت تحت تأثیر مواد اکسیدکننده چون ید، کرومات، نیترات، نیتریت، اکسیژن و املاح فلزات قابل احیاء (همچون آهن) تخریب می‌شود.
6. افزایش ناگهانی فشار خون به ویژه در سالمندان ممکن است باعث خونریزی داخل مغزی شود؛ مراقب باشید.
7. ممکن است تزریق اپی نفرین در بیمارانی که به سولفیت‌ها حساسیت دارند، علایمی چون کهیر، خارش، آنافیلاکسی و تنفس صدادار ایجاد نماید.
8. در ابتدا پس از تزریق اپی نفرین عروق کلیوی منقبض و برون ده ادراری کم می‌شود.